# Gonomyia (Gonomyia) sicula
Gonomyia (Gonomyia) sicula is een tweevleugelige uit de familie steltmuggen (Limoniidae). De soort komt voor in het Palearctisch gebied.